# Беримбау
Беримбау (на португалски: berimbau) е музикален струнен перкусионен инструмент от групата на идиофоните. Инструментът има афро-бразилски произход.
Състои се от корпус, който изглежда като лък, в Бразилия се прави предимно от дървото бериба; и кух кръгъл резонатор от кратуна с отвор в единия край. В долната част на този „лък“, обхващайки дървото и струната, чрез канап е прикрепен резонаторът така, че отворът му да гледа навън.
Един от основните начини на звукоизвличане от беримбау е посредством удар по струната с дървена палка, а с камък или медальон се опира струната, за да може да издава различни звуци.